# Cicones (animal)
Cicones es un género de coleópteros de la familia de los Zopheridae.

## Especies
Está compuesto por las siguientes especies:
- Cicones angustissimus Nakane, 1967
- Cicones boninus Nakane, 1991
- Cicones carpini Curtis, 1827
- Cicones cephalotes Slipinski, 1985
- Cicones hayashii Sasaji, 1971
- Cicones minor Pope, 1954
- Cicones montanus (Fursov, 1939)
- Cicones oblongopunctata Wickham, 1913
- Cicones rufosignatus Sasaji, 1984
- Cicones tokarensis Nakane, 1967
- Cicones ussuriensis Yablokov-Khnzoryan, 1978